# 扎什基夫 (若夫克瓦區)
49°57′6″N 23°59′39″E / 49.95167°N 23.99417°E

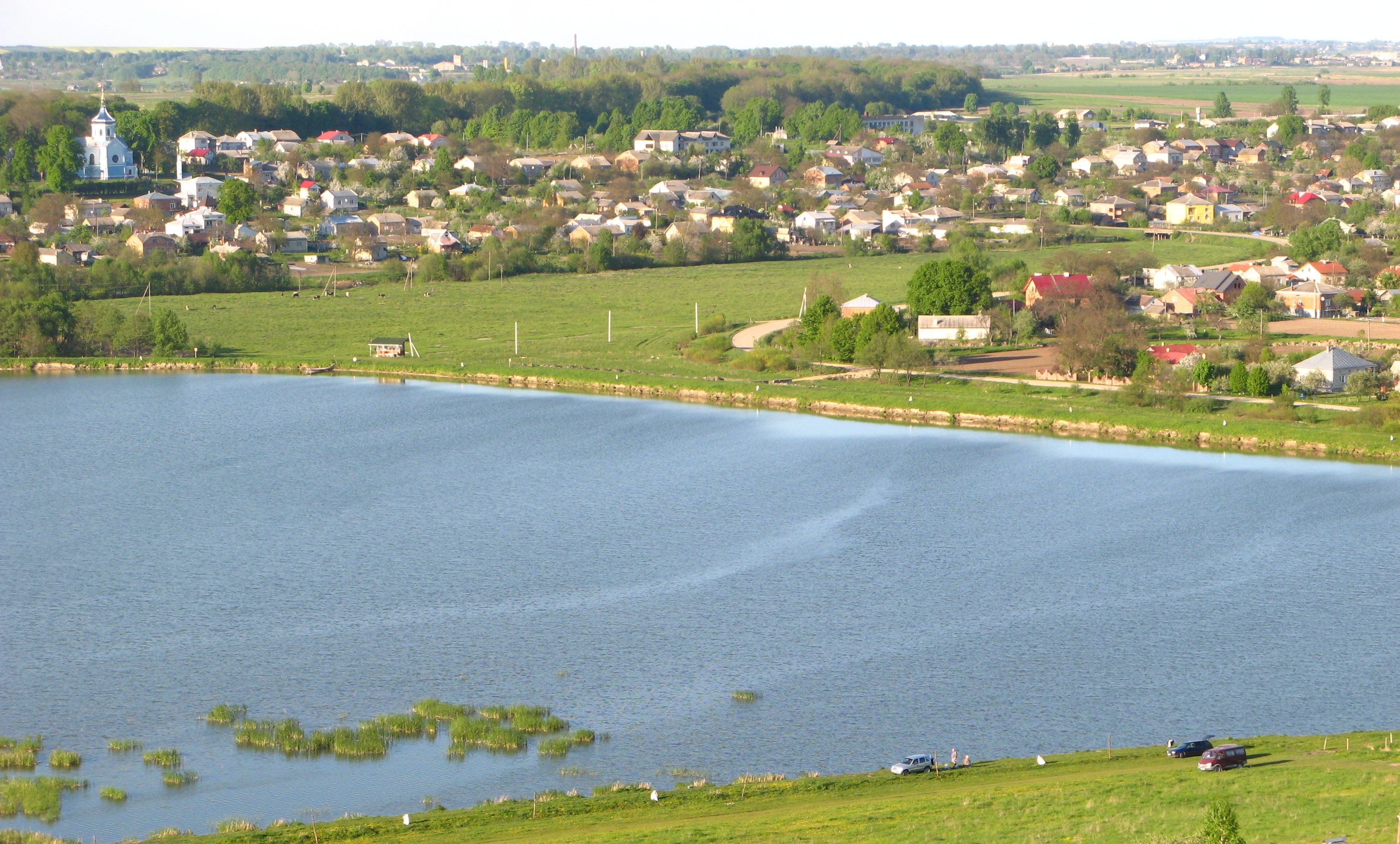

扎什基夫（烏克蘭語：Зашків），是烏克蘭西部的村莊，隸屬利維夫州的利維夫區。該村面積15.91平方公里，2023年人口1,462，人口密度每平方公里88.68人。